# Dance Me to the End of Love
"Dance Me to the End of Love" is een nummer van de Canadese zanger en dichter Leonard Cohen. Het nummer werd uitgebracht op zijn album Various Positions uit 1984. In december van dat jaar werd het nummer uitgebracht als de eerste single van het album.

## Achtergrond
"Dance Me to the End of Love" is geschreven door Cohen en David Campbell en geproduceerd door John Lissauer. Het nummer is geïnspireerd door de Griekse hassapikosdansen; Cohen woonde enige tijd op het Griekse eiland Hydra en dacht vaak terug aan deze tijd.
"Dance Me to the End of Love" klinkt als een liefdeslied, maar het is eigenlijk geïnspireerd door de Holocaust. In een interview vertelde Cohen over het nummer: "Het is vreemd hoe nummers beginnen omdat de oorsprong van een lied, ieder lied, een soort zaadje heeft dat iemand aan jou geeft, of die de wereld aan jou geeft. Dat is waarom het proces om een nummer te schrijven zo mysterieus is. Maar dat nummer kwam voort uit het horen of het lezen of het weten dat in de vernietigingskampen, naast de crematoria, een strijkerskwartet stond te spelen terwijl deze verschrikking aan de gang was. Die mensen zouden deze verschrikking ook te wachten staan. En zij stonden klassieke muziek te spelen terwijl hun medegevangenen werden vermoord en verbrand. Dus, die muziek, met de tekst 'Dance me to your beauty with a burning violin', slaat op de schoonheid van de voltrekking van het leven, het einde van het bestaan en van het gepassioneerde element in die voltrekking. Maar, het is dezelfde taal die we gebruiken wanneer we vallen voor onze geliefde, zodat het nummer - het is niet belangrijk dat iemand het ontstaan ervan weet, want als de taal uit die gepassioneerde bron komt, zal het in staat zijn om alle gepassioneerde activiteiten te omarmen."
"Dance Me to the End of Love" werd bij de oorspronkelijke uitgave geen hit. Pas na het overlijden van Cohen in 2016 kwam het in Frankrijk, Portugal, Spanje en Zwitserland de hitlijsten binnen, waarbij het in Spanje met een veertiende plaats het grootste succes werd. Bekende covers van het nummer zijn gemaakt door Madeleine Peyroux, Sting en Yasmine; de laatste zong het in het Nederlands als "Dans me". Daarnaast stond het op de soundtrack van de film Strange Days uit 1995, waarop het werd gezongen door Kate Gibson. Verder nam Elske DeWall een Friestalige versie op voor het album Cohen in het Fries onder de titel "Dûnsje my de leafde út".

## NPO Radio 2 Top 2000
| Nummer met noteringen in de NPO Radio 2 Top 2000 | '21 | '22  | '23 | '24  |
| ------------------------------------------------ | --- | ---- | --- | ---- |
| Dance Me to the End of Love                      | 886 | 1018 | 963 | 1040 |

1. ↑  Een vetgedrukt getal geeft de hoogste notering aan.
2. ↑  2021 was het eerste jaar met een notering voor dit nummer.

## Evergreen Top 1000
| Evergreen Top 1000 | Evergreen Top 1000 | Evergreen Top 1000 | Evergreen Top 1000 | Evergreen Top 1000 | Evergreen Top 1000 | Evergreen Top 1000 | Evergreen Top 1000 | Evergreen Top 1000 | Evergreen Top 1000 | Evergreen Top 1000 | Evergreen Top 1000 | Evergreen Top 1000 | Evergreen Top 1000 | Evergreen Top 1000 | Evergreen Top 1000 | Evergreen Top 1000 |
| Jaar               | 2008               | 2009               | 2010               | 2011               | 2012               | 2013               | 2014               | 2015               | 2016               | 2017               | 2018               | 2019               | 2020               | 2021               | 2022               | 2023               |
| ------------------ | ------------------ | ------------------ | ------------------ | ------------------ | ------------------ | ------------------ | ------------------ | ------------------ | ------------------ | ------------------ | ------------------ | ------------------ | ------------------ | ------------------ | ------------------ | ------------------ |
| Positie            | -                  | -                  | -                  | -                  | -                  | -                  | -                  | -                  | 136                | 52                 | 73                 | 51                 | 61                 | 78                 | 88                 | 100                |